# Super Live in Japan
Super Live in Japan to wydany na DVD koncert Queen + Paul Rodgers. Zarejestrowany w październiku 2005 koncert był częścią światowej trasy, podczas której wykonywali piosenki zarówno z katalogu Queen jak i Paula Rodgersa.

## Dysk 1
1. "Reaching Out"
2. "Tie Your Mother Down"
3. "Fat Bottomed Girls"
4. "Another One Bites the Dust"
5. "Fire and Water"
6. "Crazy Little Thing Called Love"
7. "Say It’s Not True"
8. "’39"
9. "Love of My Life"
10. "Teo Torriatte (Let Us Cling Together)"
11. "Hammer to Fall"
12. "Feel Like Makin' Love"
13. "Let There Be Drums"
14. "I’m in Love with My Car"
15. Solo gitarowe
16. "Last Horizon"
17. "These Are the Days of Our Lives"
18. "Radio Ga Ga"
19. "Can't Get Enough"
20. "A Kind of Magic"
21. "Wishing Well"
22. "I Want It All"
23. "Bohemian Rhapsody"
24. "I Was Born to Love You"
25. "The Show Must Go On"
26. "All Right Now"
27. "We Will Rock You"
28. "We Are the Champions"
29. "God Save the Queen" (z taśmy)

## Dysk 2
Drugi dysk zawiera film dokumentalny o występie grupy w Budapeszcie. Czas trwania 25 min. Nakręcony przez DoRo.